# Never Say Die (phim 1924)
Never Say Die là một bộ phim hài câm của Mỹ năm 1924 do George Crone đạo diễn và có sự tham gia của Douglas MacLean, Lillian Rich và Helen Ferguson.

## Diễn viên
- Douglas MacLean trong vai Jack Woodbury
- Lillian Rich trong vai Violet Stevenson
- Helen Ferguson trong vai La Cigale
- Hallam Cooley trong vai Hector Walters
- Lucien Littlefield trong vai Griggs
- Tom O'Brien trong vai Gun Murray
- André Lanoy trong vai Verchesi
- Wade Boteler trong vai Tiến sĩ Fraser
- Eric Mayne trong vai Tiến sĩ Galesby
- William Conklin trong vai Tiến sĩ Gerhardt
- George Cooper trong vai Gaston Gibbs